# Aleksandr Il'ič Bibikov
Aleksandr Il'ič Bibikov (Mosca, 30 maggio 1729 – Bugul'ma, 20 aprile 1774) è stato un generale russo.
Morì di colera durante la campagna militare per la repressione della rivolta di Pugačëv.

## Biografia

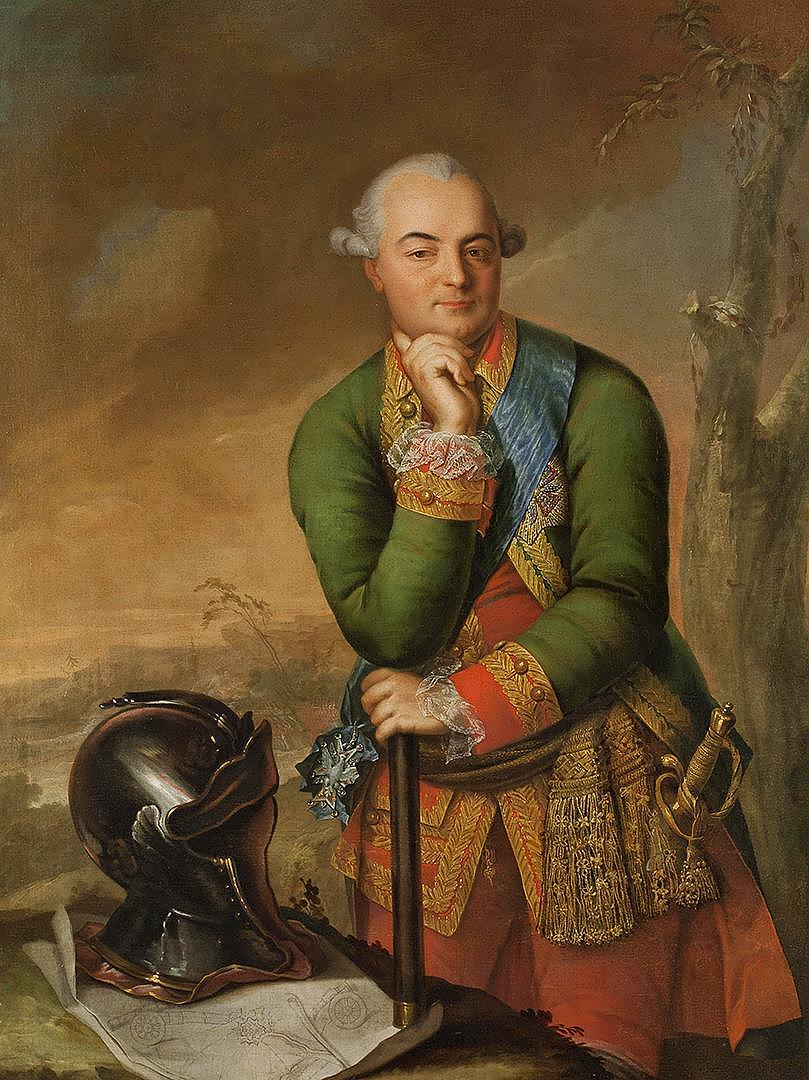
Aleksandr Il'ič Bibikov in un ritratto del XVIII secolo

Bibikov era discendente di una famiglia russa di antica nobiltà; suo cognato era il feldmaresciallo Michail Kutuzov.
Iniziò la sua carriera militare nel 1746, prendendo parte alla guerra dei sette anni (1756–1763). Fu comandante di un'unità d'esercito nella battaglia di Zorndorf dove perse 60 ufficiali e quasi la metà dei suoi soldati ma decise di non ritirarsi. Per il valore dimostrato, venne promosso al rango di colonnello dall'imperatrice Elisabetta di Russia. Prese parte quindi alla battaglia di Kunersdorf e venne quindi nominato comandante militare a Francoforte.
Bibikov combatté nuovamente contro la Confederazione di Bar (1771–1774), venne promosso al rango di tenente generale nel 1771 e nel 1773 venne assegnato a reprimere la rivolta di Pugačëv. Durante questa campagna Bibikov si ammalò di colera e morì all'età di 44 anni. L'imperatrice Caterina II concesse alla sua famiglia una grande residenza per vivere.
Dal suo matrimonio con la principessa Anastasija Semënovna Kozlovskaja, ebbe un figlio, Aleksandr, il quale intraprenderà anch'egli la carriera militare durante le guerre napoleoniche e ricoprirà anche alcuni incarichi diplomatici. Il poeta russo Gavriil Romanovič Deržavin compose un'ode in onore dello scomparso Bibikov alla sua morte.
Fu membro della  Massoneria.